# Savigny-sur-Seille
Savigny-sur-Seille è un comune francese di 447 abitanti situato nel dipartimento della Saona e Loira nella regione della Borgogna-Franca Contea.

## Società

### Evoluzione demografica
Abitanti censiti